# Amjad Iqbal
Amjad Iqbal (ur. 2 maja 1981 w Bradford) – pakistański piłkarz występujący na pozycji pomocnika. Zawodnik klubu Bradford Park Avenue.

## Kariera klubowa
Iqbal urodził się w Anglii w rodzinie pochodzenia pakistańskiego. Karierę seniorską rozpoczynał w 2003 roku w zespole Farsley Celtic z ósmej ligi. W 2004 roku awansował z nim do siódmej ligi, w 2006 do szóstej (Conference North), a w 2007 do piątej (Conference National). W 2008 roku spadł z zespołem do Conference North.
Na początku 2009 roku Iqbal odszedł do Bradford Park Avenue z siódmej ligi. Po 1,5 roku wrócił do Farsley, grającego już w dziewiątej lidze. W 2011 roku ponownie przeszedł jednak do siódmoligowego Bradford Park Avenue.

## Kariera reprezentacyjna
W reprezentacji Pakistanu Iqbal zadebiutował 22 października 2007 roku w przegranym 0:7 meczu eliminacji Mistrzostw Świata 2010 z Irakiem.